# Gregg Edelman
Gregg Edelman, född 12 september 1958 i Chicago, är en amerikansk skådespelare på Broadway. Han var gift 1995–2015 med Broadwayaktrisen Carolee Carmello, med vilken han har två barn.

## Filmografi (urval)
- 1986 – The Manhattan Project
- 1989 – Små och stora brott
- 1990 – Gifta på låtsas
- 1996 – Före detta fruars klubb
- 1997 – Anastasia (röst)
- 1997 – Skönheten och Odjuret - Den förtrollade julen (röst)
- 1999 – Cradle Will Rock
- 2002 – Hollywood Ending
- 2004 – Spider-Man 2
- 2006 – Little Children

## Fotnoter
1. ↑  Internet Broadway Database, Internet Broadway Database person-ID: 39220, läst: 9 oktober 2017.[källa från Wikidata]